# Cabera pictilinea
Cabera pictilinea är en fjärilsart som beskrevs av W. Warren 1902. Cabera pictilinea ingår i släktet Cabera och familjen mätare. Inga underarter finns listade i Catalogue of Life.